# Rutilia hirticeps
Rutilia hirticeps là một loài ruồi trong họ Tachinidae.